# Baryphyma trifons
Baryphyma trifons é uma espécie de aranhas da família Linyphiidae encontradas na América do Norte, Europa, Cáucaso e na Rússia europeia.